# Machaira

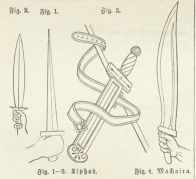
Machaira (rechts, Nr. 4)

Die Machaira war ein großes geschwungenes, messerförmiger Vorläufer des Halbschwerts aus Persien, das sich später im antiken Griechenland verbreitete, und zum Teil zusätzlich zum Xiphos mitgeführt wurde. Manche Formen der Machaira ähneln dem Kopis.

## Etymologie
Machaira, altgriechisch μάχαιρα máchaira, deutsch ‚Schlachtmesser, Säbel‘, ist abgeleitet von μάχη máchē, deutsch ‚Schlacht‘, beziehungsweise μάχεσθαι máchesthai, deutsch ‚kämpfen‘.

## Geschichte
Die Waffe stammte ursprünglich aus dem Persien des 5. Jahrhunderts v. Chr. und verbreitete sich als beliebte Reiterwaffe in ganz Griechenland. Xenophon beschreibt die Machaira in einem seiner Werke. Über das Reich Alexanders des Großen wurde diese Waffe weiter in Asien verbreitet.

## Beschreibung und Verwendung
Die Machaira war ein einschneidiges messerförmiges Halbschwert, mit einer nach vorne gebogenen Klinge aus Eisen. Der Griff bestand aus mit Leder umwickelten Eisen und ging in einen Knauf über.
Das Schwert war eher zum Hauen als zum Stechen geeignet und wurde v. a. von Reitern verwendet, während die Infanterie eher das weit verbreitete Xiphos verwendete.

## Rezeption
Rezeption der Machaira findet sich mit historischen Ausstellungsstücken, wie beispielsweise im Metropolitan Museum of Art. Bisweilen werden auch Formen, die dem Kopis ähneln als Machaira bezeichnet. In Historienfilmen ist die Machaira ein üblicher Ausrüstungsgegenstand.